# Лотарингско възвишение
Лотарингското възвишение или Лотарингско плато (на френски: Plateau lorrain) е обширно платовидно възвишение в Североизточна Франция, в историческата област Лотарингия, представляващо източна „ограда“ на обширната равнина Парижки басейн. Простира се между планината Вогези на изток, Ардените на север, равнината Шампан на запад и платото Лангър на юг. Меридиално се простират дъгообразни асиметрични куестови ридове с височина 350 – 400 m (Кот дьо Мьоз, Кот дьо Мозел и др.), изградени от мезозойски варовици, разделени от глинести, мергелни или песъчливи понижения, дренирани основно от реките Маас (Мьоз) и Мозел и техните притоци. Максимална височина връх Фурш (500 m), в най-южната му част. Ридовете са покрити предимно с букови и дъбови гори, а долините на реките са заети от обработваеми земеделски земи, на които се отглежда пшеница, кореноплодни и др. Големи участъци са покрити с естествени пасища. Развива се животновъдство и лозарство. Разработват се находища на желязна руда и каменна сол. Основни градски центрове са нанси, Мец, Вердюн.